# 治平寺石塔
37°37′37″N 114°24′29″E / 37.62694°N 114.40806°E
治平寺石塔位于中国河北省石家庄市赞皇县南清河乡嘉应寺村村北，1996年被列为第四批全国重点文物保护单位。
治平寺始建于隋，金元时毁，明重修，抗日战争中又被毁，现存大石塔一座，小石塔二座，陀罗尼经幢一座，均为唐代遗物。大石塔建于唐天宝八年（749年），平面八角，四层，高16.4米。